# Jonathan Goldsmith
Jonathan Peter Goldsmith (26 de septiembre de 1938; Nueva York) es un actor estadounidense. Comenzó su carrera en los escenarios de Nueva York, y posteriormente continuó en el cine y la televisión. Apareció en varios programas de televisión de la década de 1960 hasta la década de 1990. Es conocido por aparecer en comerciales de televisión para la cerveza Dos Equis, a partir de 2006, interpretando el personaje de "El hombre más interesante del mundo", en la que habla con una voz profunda y distintiva inspirada en su amigo Fernando Lamas. 

## Primeros años
Goldsmith nació el 26 de septiembre de 1938 en Nueva York. Su madre era una modelo de Conover y su padre era un entrenador de atletismo en la James Monroe High School. Goldsmith se fue de casa a los 17 años para asistir a la Universidad de Boston y seguir una carrera en la actuación.

## Carrera
Jonathan ha realizado más de 350 apariciones en televisión en su carrera. Entre ellos se encontraba el papel de Marvin Palmer en Perry Mason en 1964. Para avanzar en su carrera como actor, Goldsmith se mudó a California en 1966. Al igual que muchos aspirantes a actores, le resultó difícil obtener suficiente trabajo actoral para sobrevivir y terminó realizando varios trabajos, incluyendo la conducción de un camión de la basura y el trabajo en construcción, para ayudar a cubrir sus necesidades.
Durante sus primeros años en el cine, Goldsmith utilizó el nombre "Jonathan Lippe", después de haber tomado el nombre de su padrastro a la edad de seis años. Posteriormente cambió su nombre profesional de regreso a su nombre de nacimiento.
Goldsmith estableció por primera vez como actor en películas del oeste, con 25 apariciones. En la película de 1976 El último pistolero, Goldsmith jugó un villano que recibió un disparo entre los ojos por el héroe John Wayne, que disparó cápsulas de sangre de una pistola especial de pellets.
Goldsmith también hizo apariciones especiales en 45 series de televisión, incluyendo Adam-12, Knight Rider, CHiPs, Eight Is Enough, The Rockford Files, Hawaii Five-O,  Barnaby Jones,  MacGyver, Murder, She Wrote, Charlie's Angels, Manimal, The Fall Guy, Dynasty, T.J. Hooker, Hardcastle and McCormick, Magnum, P.I., Knots Landing, The A-Team. Su aparición más larga en una serie de televisión fue en Dallas, en la que apareció 17 episodios.
En la década de 1980 Goldsmith empezó a trabajar en empresas de la red de comercialización Dri Lavado y Guardia, y también SPRINT, que fue un éxito suficiente para permitirle a "retirarse" de la escena de Hollywood; compró una finca en la Sierra. Enseñó teatro en la Universidad Adelphi en Garden City, Nueva York desde 1999 hasta 2004. Se mudó a una gran velero amarrado en Marina del Rey. A partir de 2011 él y su esposa Barbara Goldsmith, viven en una casa en el área de Mánchester, Vermont.

### Carrera publicitaria
A partir de abril de 2007 y continuando hasta 2014, Goldsmith ha sido presentado en un alto perfil de la campaña de anuncios de televisión, en la promoción de la cerveza Dos Equis. La campaña, que transformó a Goldsmith en "el hombre más interesante del mundo", ha sido acreditado para ayudar a impulsar un aumento del 15,4 por ciento de ventas de la marca en Estados Unidos en 2009 y también lo convirtió en un meme muy popular.

## Obras de caridad
En el pasado, Goldsmith fue un defensor de apoyo a las víctimas de minas terrestres y ha ayudado recientemente a lanzar la Morris Animal Foundation, cuyo objetivo es la creación de una iniciativa global para combatir el cáncer de mascotas y ayudar en su investigación.
Goldsmith apoyó a la Fundación SABRE, cuya misión es proteger y preservar al tigre siberiano. 
Otras causas benéficas de Goldsmith son Artes gratis para niños maltratados, que pares de artistas con los niños en custodia de protección, y la Fundación Stella Link, un grupo que llama la atención sobre el tráfico sexual infantil en Camboya.